# Budynek Starostwa Powiatowego we Wrześni
Budynek Starostwa Powiatowego we Wrześni – usytuowany na południowy wschód od Rynku, w pewnym oddaleniu od centrum Wrześni. Starostwo w czasach zaborów nazywane było landraturą, a sąsiadująca z nim willa starosty – willą landrata.

## Opis

### Budynek główny
Gmach Starostwa usytuowany jest u zbiegu ulic Chopina i 3 Maja. Od chodnika i jezdni oddziela go wąski trawnik. Teren otaczający budynek dawniej ogrodzony był parkanem z metalowych krat osadzonych między murowanymi słupkami. Część budynku od strony ulicy 3 Maja jak i część od ulicy Chopina wzniesione zostały na rzucie prostokątów. Rzut budynku wzbogacają ryzality boczne oraz ryzalit narożny. Oba dwukondygnacyjne skrzydła starostwa nakrywają niskie dachu dwuspadowe, nad partiami ryzalitów bocznych – dachy namiotowe o ściętych wierzchołkach nad ryzalitem narożnym – dach mansardowy. Bryłę budynku od strony ulicy 3 Maja urozmaicała dawniej kolumna typu loggia, zwieńczona trójkątnym tympanonem. Taki wygląd ukazują dawne fotografię. Na ich podstawie można też ocenić bogactwo form i detalu, charakterystyczne dla dawnego ukształtowania elewacji. Obecnie są one znacznie uproszczone i zniekształcone. Partia cokołu, podział na kondygnacje oraz zwieńczenie zaakcentowane zostały profilowanymi gzymsami. Elewacje do wysokości piętra ozdobione są boniowaniem, wyżej – ujęte prostymi pilastrami (w partiach ryzalitów pilastry są zdwojone). Okna i wejścia są prostokątne (wyjątek stanowią dwa półkoliście zamknięte okna w ryzalitach). Okna parteru otaczają profilowane opaski. Natomiast okna piętra ujęte zostały pilastrami i zwieńczone odcinkami gzymsu (dawniej – trójkątnymi naczółkami).

### Willa starosty
Po zachodniej stronie gmachu Starostwa wznosi się dawna willa landrata (oba budynki, niegdyś wolnostojące, po połączeniu ich w 1962 łącznikiem, tworzą obecnie jeden kompleks). Willę wzniesiona na rzucie prostokąta, z kwadratowym podcieniem od południa i eliptyczną werandą (dawniej loggią) od północy. Zwartą bryłę budynku nakrywa wysoki dach czterospadowy, urozmaicony półkoliście zwieńczonymi wystawkami, kryty dachówką ceramiczną. Front budynku urozmaica wsparty na kwadratowych słupach podcień podjazdu, zwieńczonych balkonem. Elewacji willi, w partii cokołu licowane ciosami granitowymi, niegdyś bogato ozdobione były sztukaterią. Podczas niefortunnych "modernizacji" powojennych pozbawiono je dekoracji, pozostawiając jedynie skromne podziały lizenowe i profilowany gzyms wieńczący. Okna piwnic są półkoliste, wyżej – prostokątne (niegdyś z drewnianymi okiennicami). Dominującym akcentem jest podcieniowo rozwiązany podjazd o szerokich arkadach kryjący półkoliście zamknięte, ujęte profilowaną opaską wejście główne.

## Historia powstania

### Geneza
Miejsce, na którym zbudowano budynek i willę, do XVII wieku zajmował cmentarz, należący do kościoła szpitalnego Świętego Ducha. Potwierdza to fakt wykopania podczas prac budowlanych dużych ilości kości ludzkich, które zostały następnie złożone we wspólnym grobie w ogrodzie starostwa. Po likwidacji świątyni parcela dość długo pozostawała zaniedbana i nieużytkowana. W 1848 nabył ją budowniczy wrzesiński Ksawery Stelmachowski, urządzając tu skład materiałów budowlanych. Dwa lata później część gruntów dawnego cmentarza została odkupiona w celu budowy siedziby władz powiatowych (powiat wrzesiński został utworzony w 1818). Pozostałą część dokupiona w 1911 z zamiarem wzniesienia willi landrata.

### Okres powojenny
Do 1945 oba budynki użytkowane były zgodnie ze swym pierwotnym przeznaczeniem, mieszcząc Starostwo Powiatowe i mieszkanie starosty. Po II wojnie światowej kilkakrotnie były remontowane i modernizowane. Parter willi w 1970 zaadaptowany został na pałac ślubów, ponadto mieszczą się tu biura Urzędu Miasta i Gminy. Gmach starostwa od 1975 był siedzibą Urzędu Miasta i Gminy. Obecnie, po reaktywowaniu w 1999 powiatu wrzesińskiego przywrócono mu jego pierwotną funkcję.

## Galeria

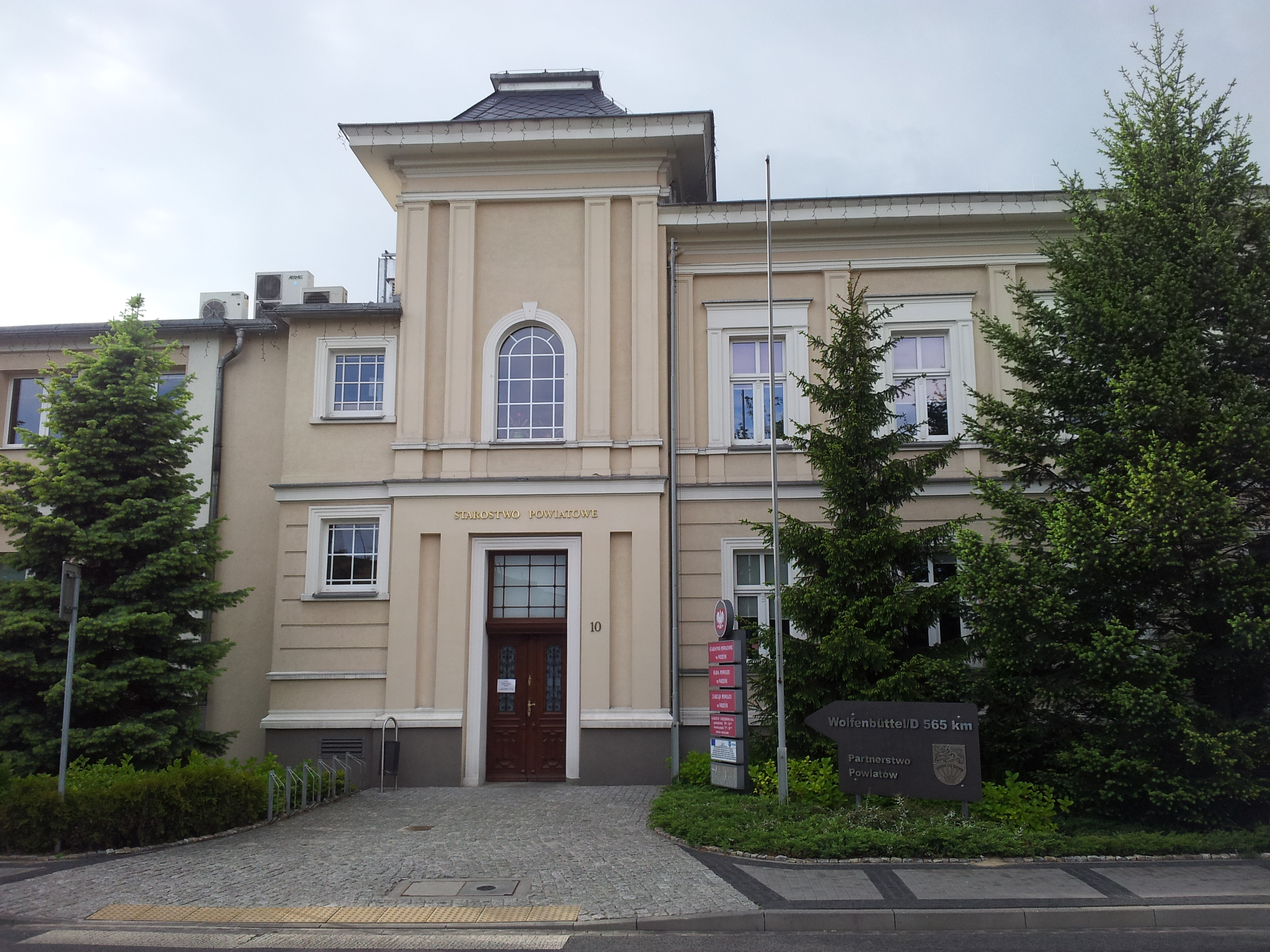
Wejście do głównego budynku starostwa
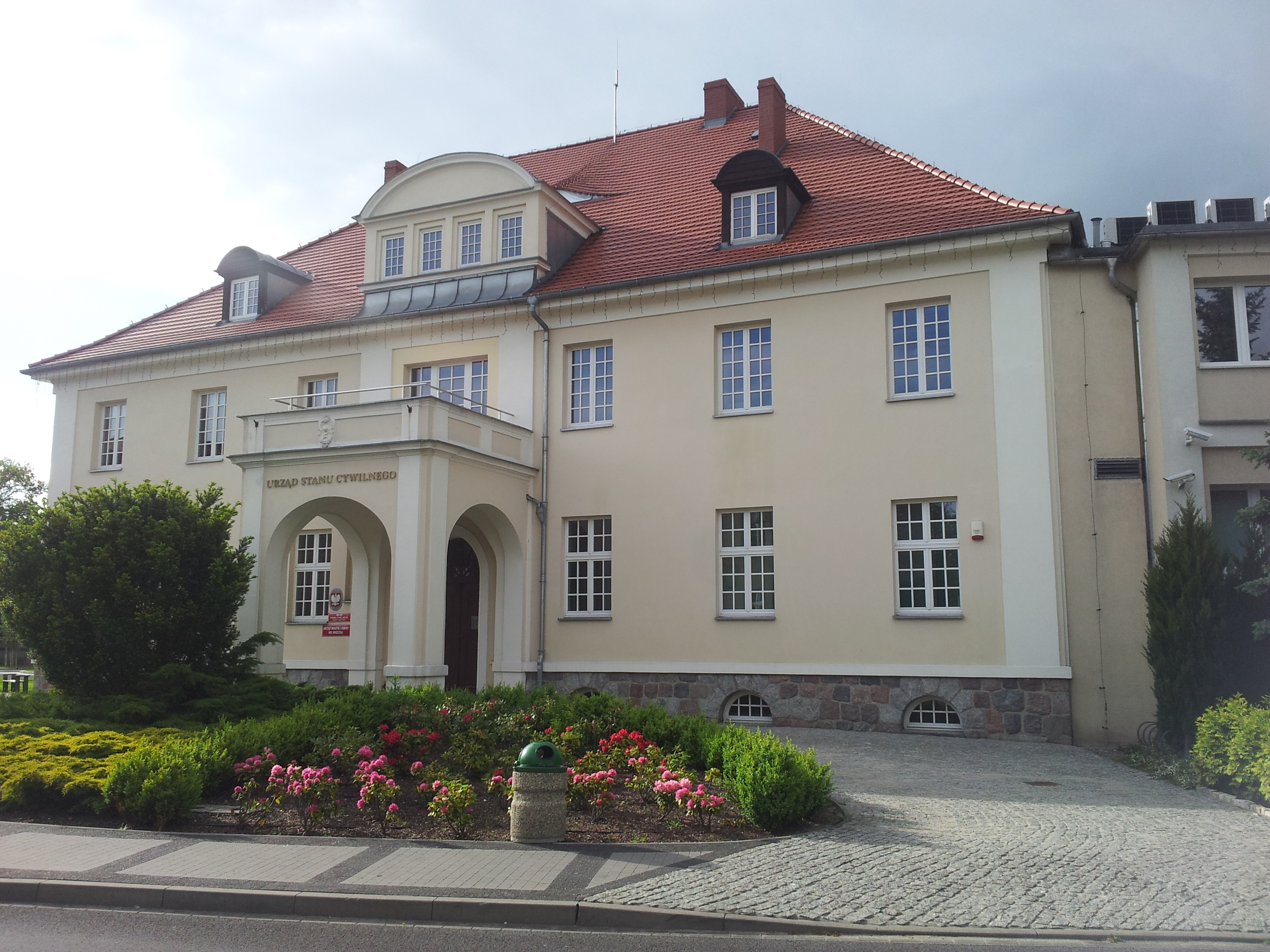
Willa starosty od ul. Chopina
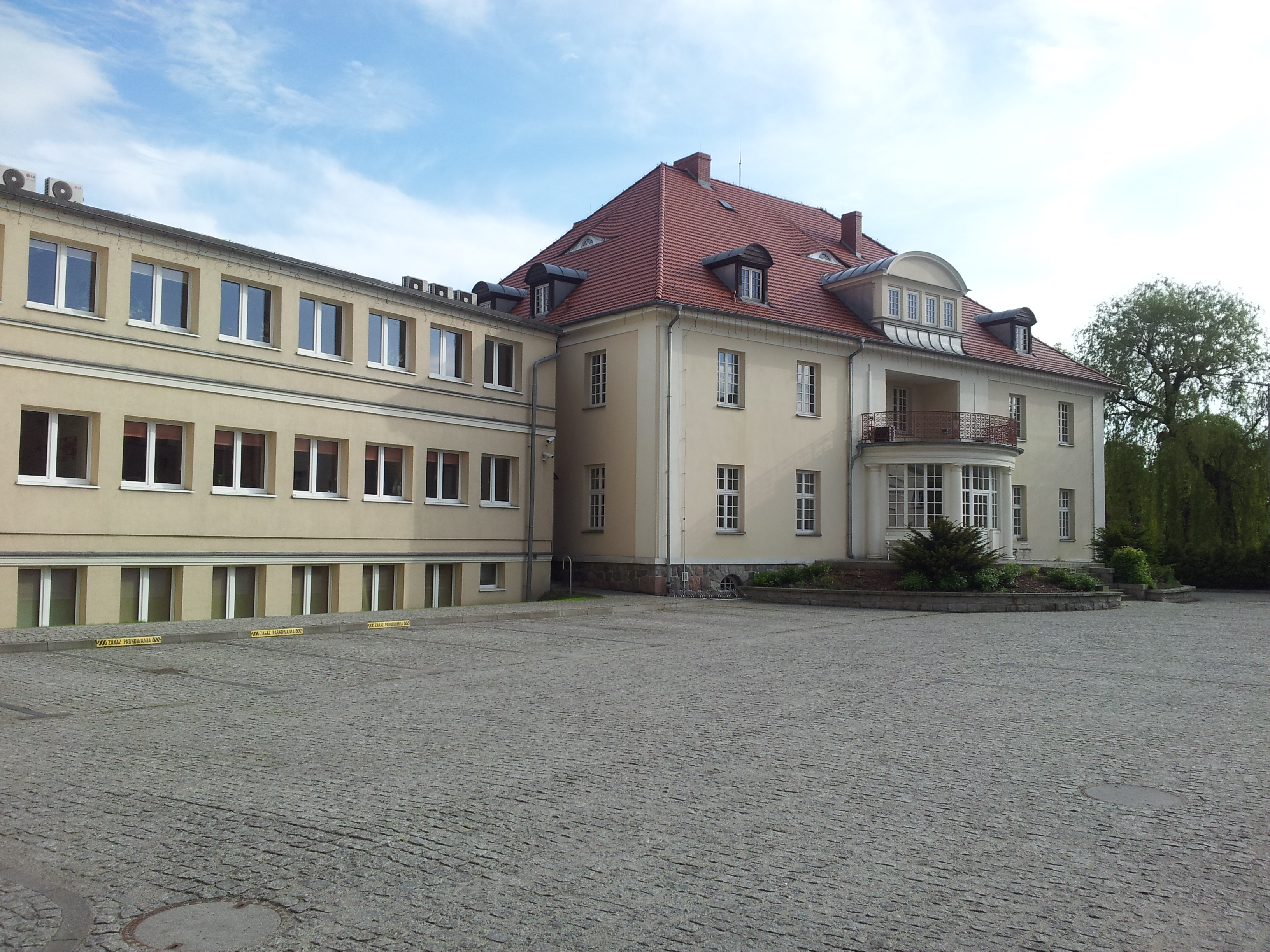
Willa starosty i łącznik od strony ul. Moniuszki
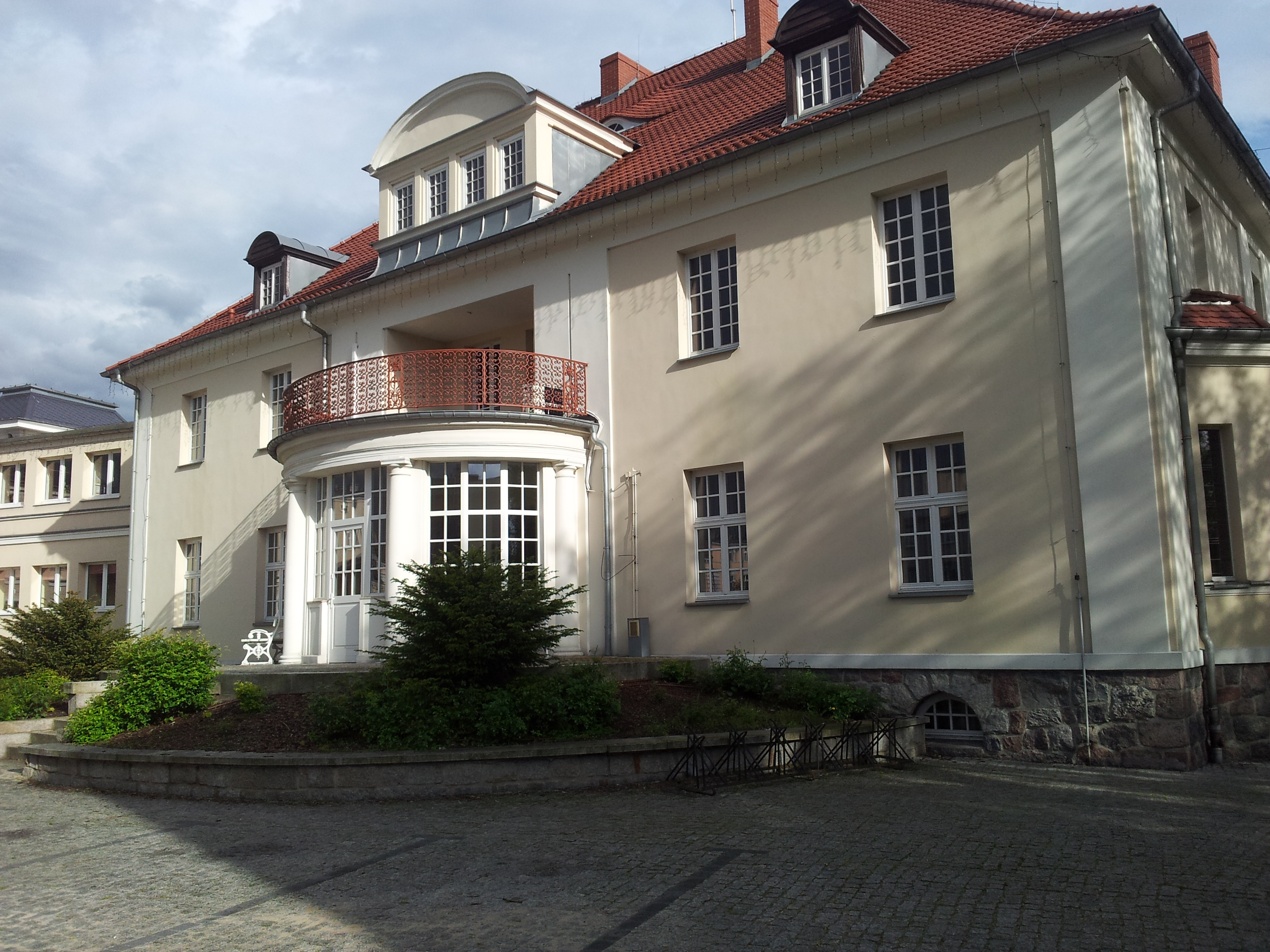
Willa starosty od strony ul. Moniuszki
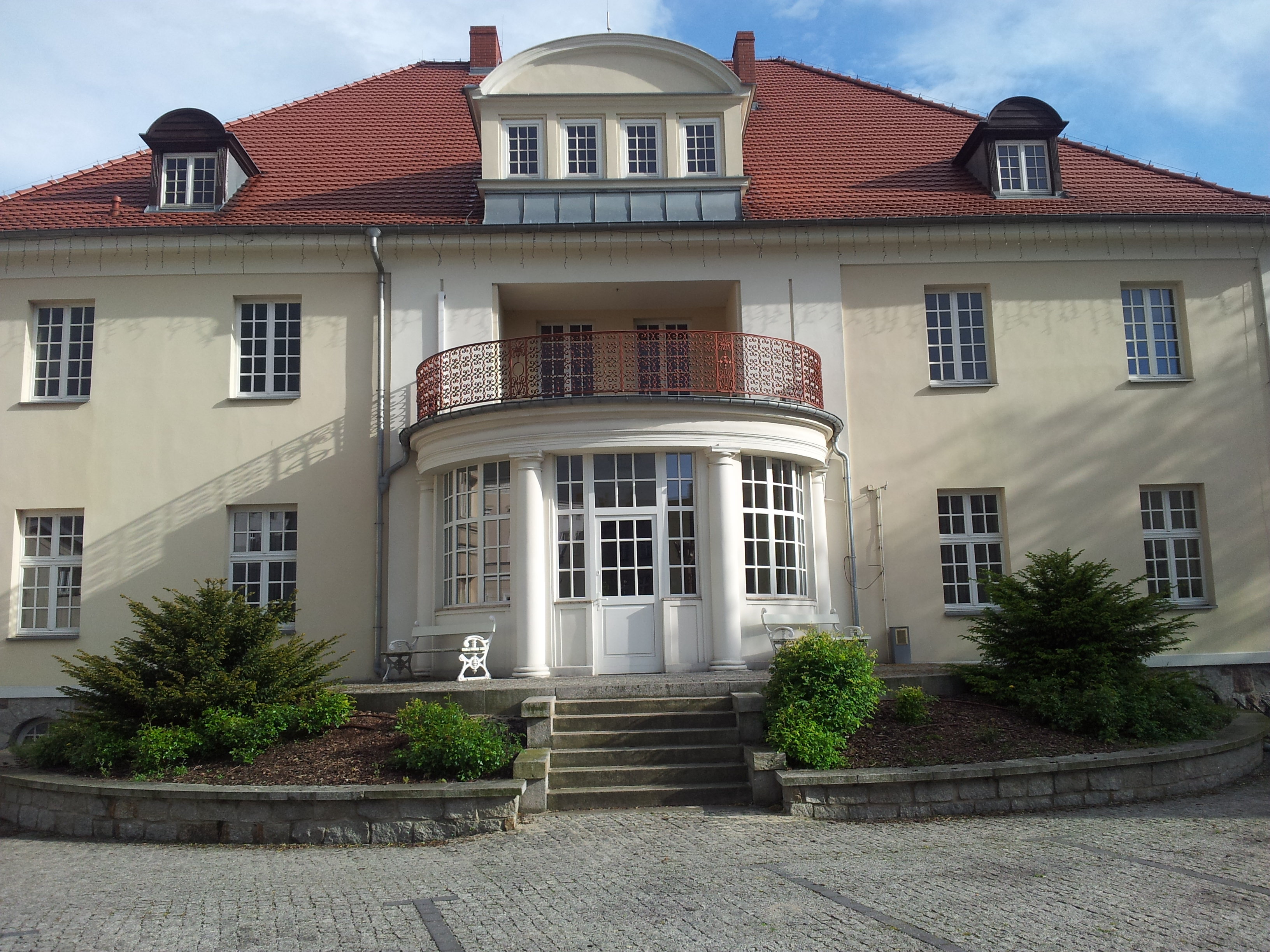
Willa starosty od strony ul. Moniuszki
Willa starosty w grafice wektorowej